# Секст Луцилий (трибун)
Секст Луцилий (на латински: Sextus Lucilius) е политик на Римската република през началото на 1 век пр.н.е. Произлиза от фамилията Луцилии.
През 87 пр.н.е. той е народен трибун заедно с Публий Магий, Марк Марий Грацидиан, Марк Вергилий и Гай Милоний. Тази година консули са Луций Корнелий Цина и Гай Марий. На местото на умрелия Марий е избран за суфектконсул Луций Валерий Флак.